# Busoga
Busoga es un reino tradicional del sudeste de Uganda en el que viven los 11 principados de los basoga, uno de los más importantes reinos tradicionales del país. La capital es Bugembe, cerca de Jinga, la segunda ciudad del país en importancia.
Está dividido en cinco distritos: Kamuli, Iganga, Bugiri, Mayuge y Jinja. Cada uno de estos cinco distritos está gobernado por jefes elegidos democráticamente o el Consejo Local de los Cinco, mientras los municipios están gobernados por un alcalde elegido. Jinja es el principal centro industrial y económico. 
Busoga limita al norte con el pantanoso Lago Kyoga que lo separa de Lango, al oeste el Nilo Blanco lo separa de Buganda, al sur el lago Victoria lo separa de Tanzania y Kenia, y al este el río Mpologoma (León) lo separa de diversos pequeños grupos tribales (padhola, bugwere, bugisu, etc). Busoga también incluye algunas islas del Lago Victoria, como la isla de Buvuma.
A diferencia de los kabaka de Buganda, los diversos reyes del territorio de los basoga pertenecían a un clan real, seleccionado en una combinación de descendientes y con la aprobación de los ciudadanos. El clan de los Babito, que gobernaba al norte de Busoga, cerca del reino Bunyoro, tenía relaciones con la aristocracia de este reino y el pueblo de la región se consideraba descendiente de la gente de Bunyoro. Los reyes titulados Kyabazinga fueron establecidos por los británicos en el siglo XX, pero la monarquía se abolió en 1966. El reino, junto a los de Buganda, Bunyoro y Toro (no se incluyó el reino de Ankole) fue restaurado por la constitución de 1995 como monarquía tradicional de carácter cultural.
- Datos: Q691037